# PMMP
PMMP è un gruppo pop-rock finlandese formato dalle cantanti Paula Vesala e Mira Luoti, coadiuvate dai musicisti Mikko Virta, Juho Vehmanen e Heikki Kytölä.
Secondo quanto dichiarato dalle cantanti a inizio carriera, il nome della band deriverebbe dalle iniziali della frase Paulan ja Miran molemmat puolet, traducibile come "entrambi i lati di Paula e Mira", sebbene successivamente abbiano anche dichiarato che derivi dal loro nome ripetuto: Paula, Mira, Mira, Paula.

## Membri
- Paula Vesala (10 dicembre 1981) - cantante
- Mira Luoti (28 febbraio 1978) - cantante
- Mikko Virta (22 marzo 1982) - chitarrista
- Juho Vehmanen (31 marzo 1981) - bassista
- Heikki Kytölä (14 ottobre 1981) - batterista

## Discografia

### Album

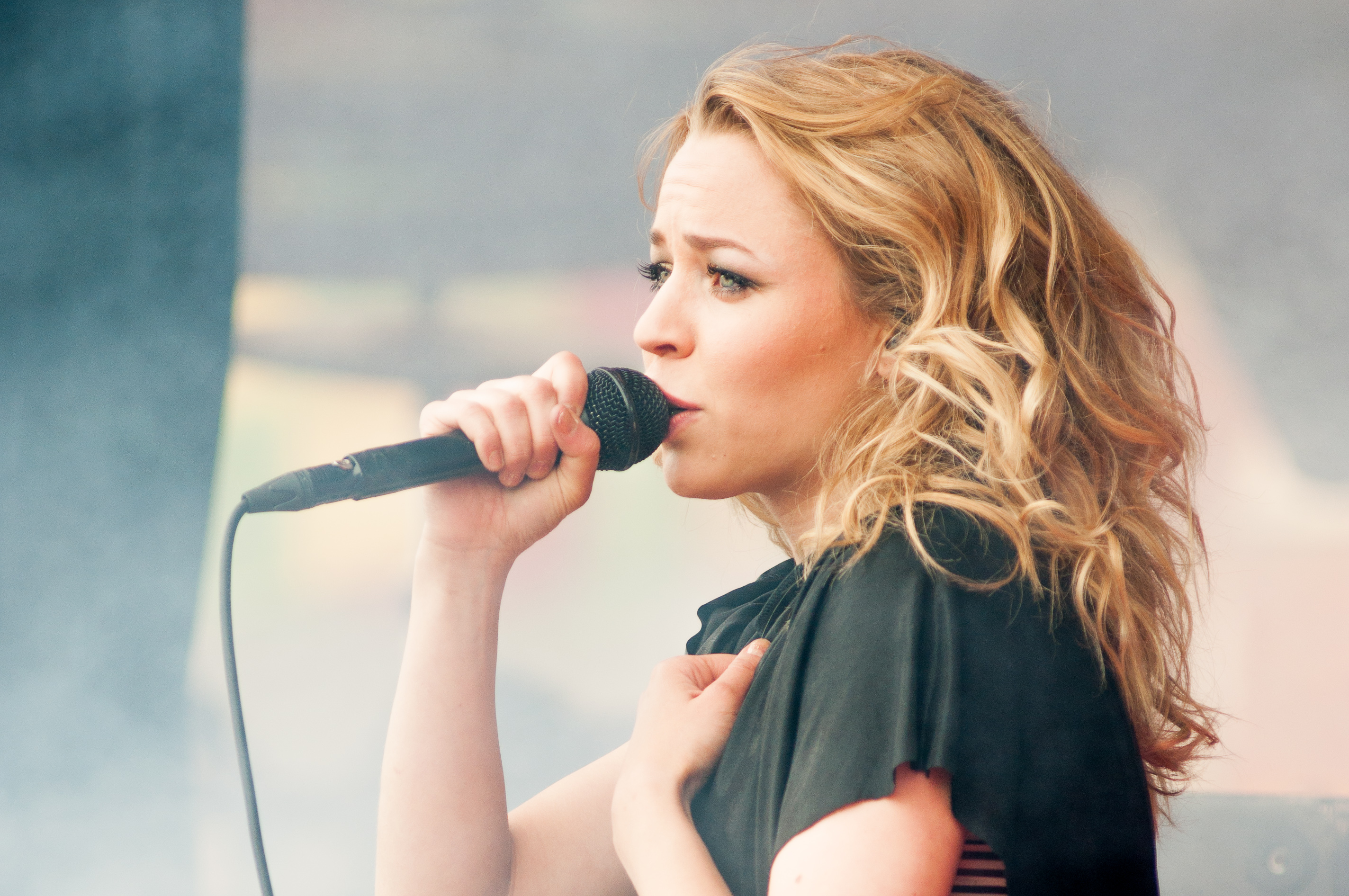
Paula Vesala nel 2012

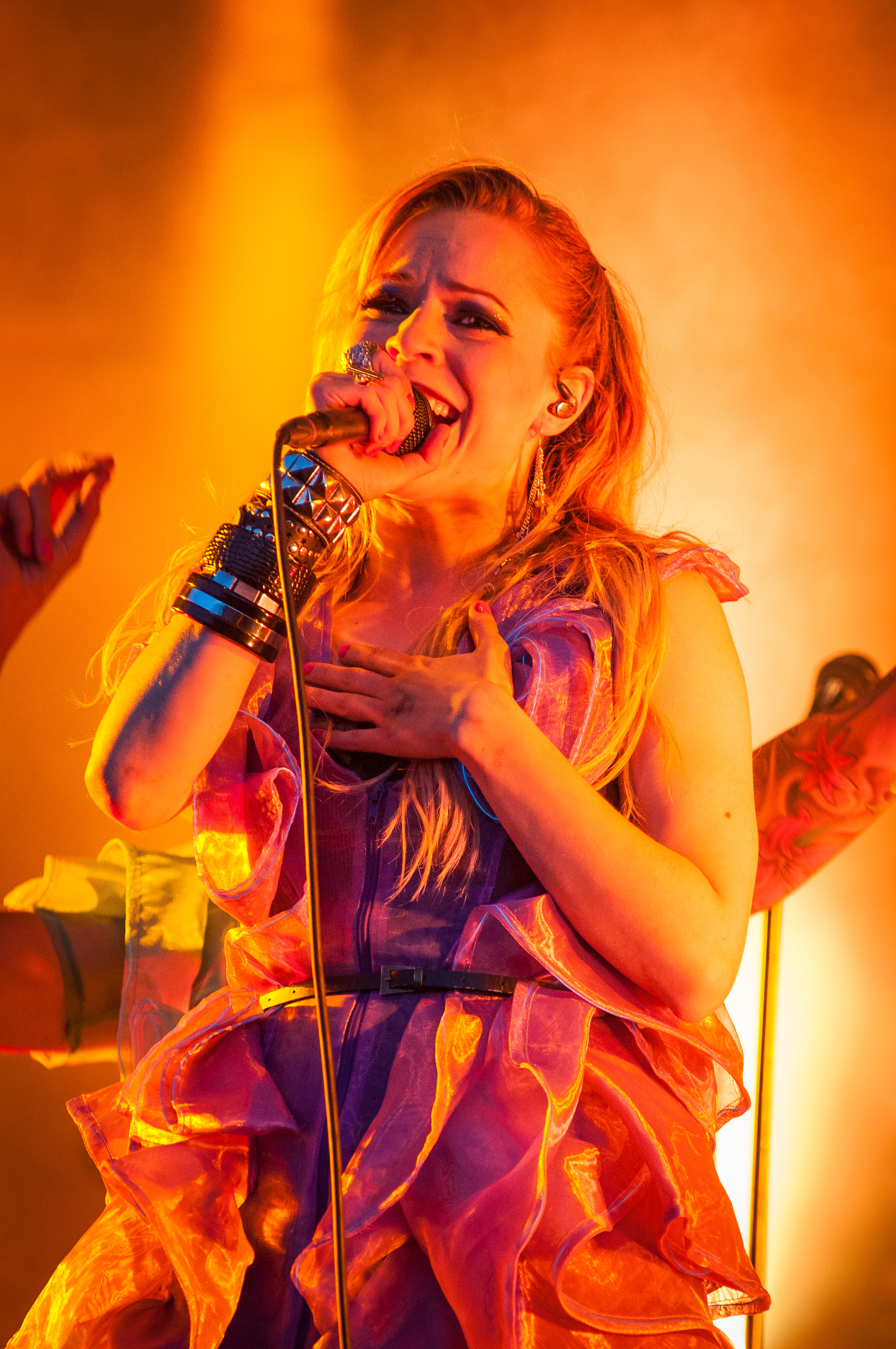
Paula Vesala nel 2013

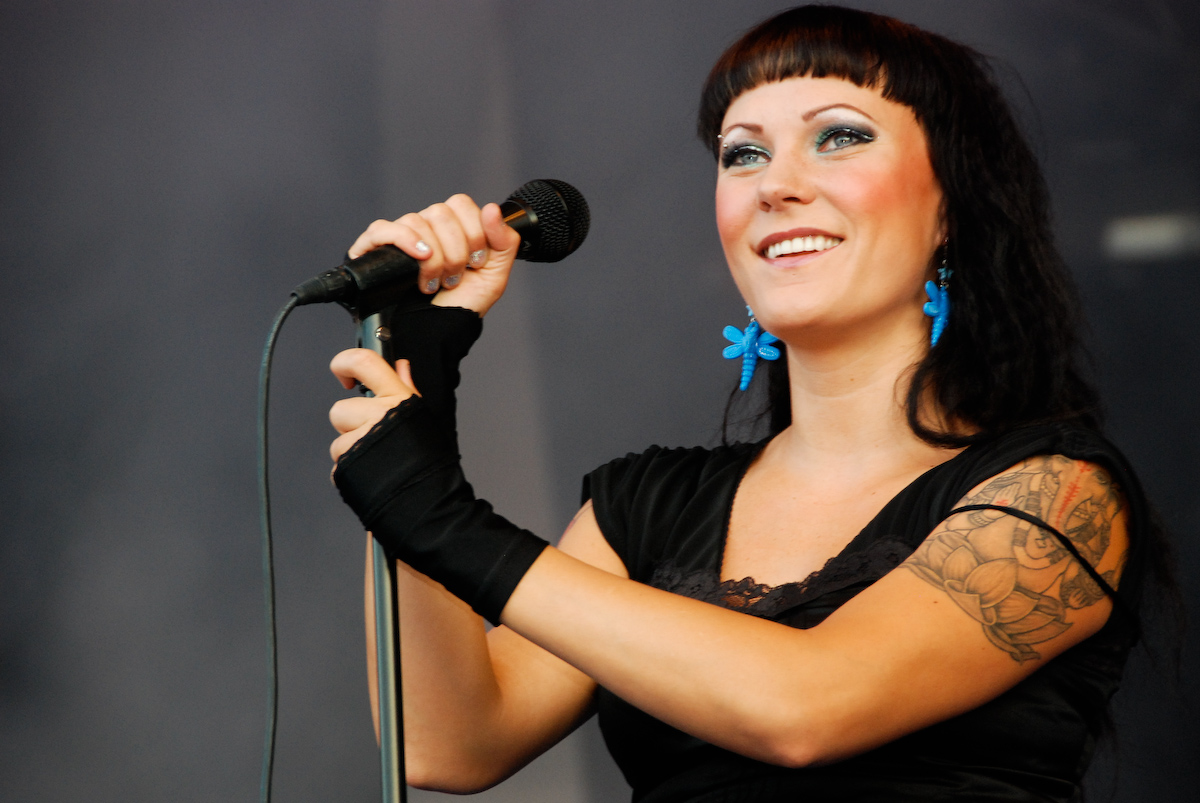
Mira Luoti nel 2007

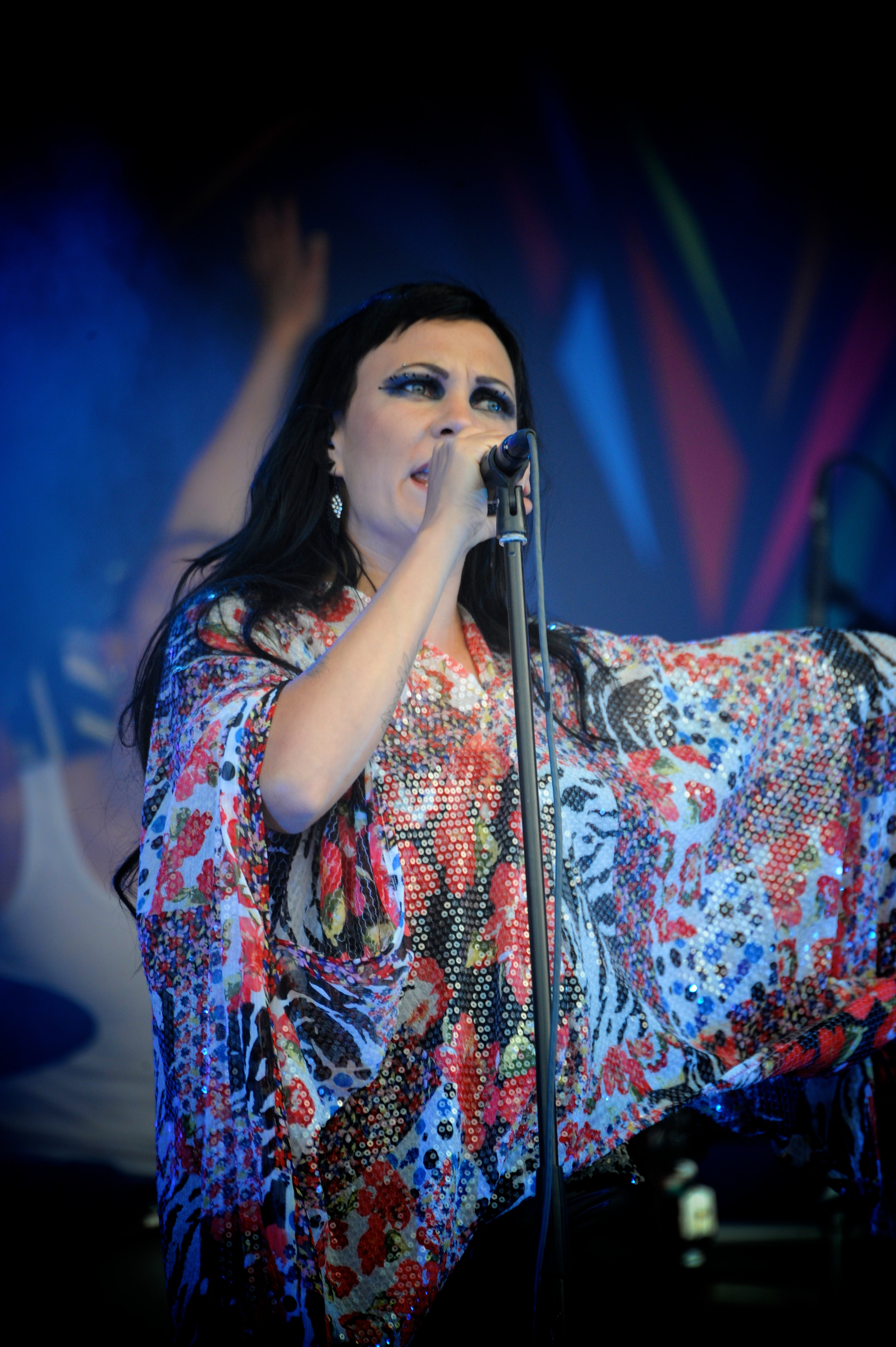
Mira Luoti nel 2010

- 2003 - Kuulkaas enot!
- 2005 - Kovemmat kädet
- 2006 - Leskiäidin tyttäret
- 2007 - Puuhevonen
- 2009 - Veden Varaan
- 2012 - Rakkaudesta

### Singoli
- 2003 - Rusketusraidat
- 2003 - Niina (promo only)
- 2003 - Joutsenet
- 2005 - Päiväkoti
- 2005 - Oo siellä jossain mun (promo only)
- 2005 - Matkalaulu (promo only)
- 2005 - Pikkuveli (promo only)
- 2006 - Henkilökohtaisesti
- 2006 - Tässä elämä on (radio only)
- 2007 - Joku raja
- 2009 - Viimeinen valitusvirsi
- 2009 - Lautturi (promo/radio only)
- 2009 - Pariterapiaa
- 2009 - Lapsuus loppui (promo/radio only)
- 2012 - Heliumpallo
- 2012 - Rakkaalleni
- 2012 - Tytöt
- 2012 - Pahvinaamari
- 2013 - Valloittamaton

### Video
- 2003 - Rusketusraidat
- 2003 - Joutsenet
- 2005 - Päiväkoti
- 2005 - Matkalaulu
- 2005 - Pikkuveli
- 2006 - Henkilökohtaisesti
- 2006 - Tässä elämä on
- 2006 - Joku raja
- 2007 - Täti Monika
- 2009 - Viimeinen valitusvirsi
- 2009 - Lautturi